# かすみ果穂
かすみ 果穂（かすみ かほ、1984年10月14日 - ）は、日本の元AV女優、グラビアアイドル、タレント。千葉県出身、ロータスグループ所属（ロータス東京→ツートッププロ→ロータス東京）。

## 略歴
2005年
2月23日、ブログを開始。
2月24日、イーネット・フロンティアからグラビアアイドルとして、加瀬あゆむとデビュー（当時は「かすみ」名義。グァムで撮影）。
給与明細でテレビ初出演。
4月7日、『かすみ果穂 Debut〜デビュー〜』でSODクリエイトから専属契約12本でAVデビュー: 12月、第4回SOD優秀女優賞を受賞した。
2006年
「 Neo Happy系教育テレビ」でテレビ初レギュラー。マッコイ斉藤らと出会う。
3月、ヴィーナス・フューチャーでつくばテレビの高橋慎らと出会う。みっひーランドやかすみレディオなど、「かすみ果穂を贈る会」～KASUMI Final～まで長い付き合いとなる。
12月、第5回SOD優秀女優賞を受賞。
2007年
　4月、極太3P×完全8挿入 No.1美形女優の淫らなSEX(2007-4-19)からSODstar専属に。
5月27日、かすみ果穂公式サイトopen
8月1日、初めての冠（名前入り）番組となる『かすみレディオ』がエンタ!371で特別番組としてオンエアされた。以後、不定期放送を経て、2012年6月からレギュラー放送化されている。
8月3日、スカイパーフェクTVのエンタ!371（後にエンタ!959に収束）で放送されているバラエティ番組『みっひーランド』にレギュラー入り（みひろの冠番組）。
12月25日、エロパラNightに出演。スタッフやスパローズとの付き合いは2014年まで続く。
2008年
1月、SODクリエイト専属を卒業。
3月6日発売の『女子校生 中出し20連発 かすみ果穂』からアイエナジーに移籍。
6月16日発売の『果穂と最っ高のデートをしよう! 』からマキシングへ移籍。
スカパー!アダルト放送大賞2009女優賞にノミネートされる。
2009年
風俗ちゃんねる13 かすみ果穂（5月16日）でマキシングを卒業。
6月4日発売の『女教師 中出し20連発 かすみ果穂』からアイエナジーに復帰。
10月1日発売の『DIGITAL CHANNEL かすみ果穂』からアイデアポケットに移籍。IP専属の女優らと仲良くなる。
『おねだり!!マスカット』に第27回から3期生として参加。同作はタイトルを変えつつ継続し、2013年のシリーズ最終回までメンバーとして残った。
2010年
4月6日、ラジオでの初レギュラー番組『品川近視クリニックpresentsプレラジ』が放送開始。12月28日まで続いた。
5月、2009年度ピンク大賞新人女優賞を受賞。かすみレディオ*6発売。
12月28日、『品川近視クリニックpresentsプレラジ』が終了。
2011年
1月4日、『品川近視クリニックpresentsプレラジ』の後番組『品川近視クリニックpresentsかすみ果穂ナイト』が放送開始（ラジオでの初冠番組）。東日本大震災により休止したが3月29日まで続いた。
3月27日、第一回かすみレディオオフ会が行われる。
5月7日発売の『夫の目の前で犯されて- ターゲットII』からアタッカーズ作品にも出演する（その月は、アイディアポケット作品は休み）。
5月、ピンキーリボン賞2010、個人賞最優秀主演女優賞を受賞した。
メガベッピンで連載が始まる。
5月23日、『裸心　なぜ彼女たちはAV女優という生き方を選んだのか?』（集英社）が発売された。AV女優となったことについての告白が載ったもので、他に大塚咲、藤井シェリー、範田紗々、佐伯奈々、水野つかさ、滝沢優奈、星月まゆらが掲載されている。
7月、大震災で遅れていたスパローズのギリギリセーフ!?が始まる。
8月27日 、第一回セクシー女優総選挙が行われる。
2012年
1月5日から2月29日まで行われたアダルトビデオ30周年記念企画（AV30）の人気投票で27位に選ばれている。
6月、『かすみレディオ』レギュラー放送化。
8月25日、第3回セクシー女優総選挙が秋葉原UDX Theaterで公開収録。
8月、第一回セクシー女優総選挙で優勝して、『24時間かすみレディオ・期待に応えなきゃアイドルじゃない』が行われた（実際は27時間生放送）。
2013年
3月30日、『おねだりマスカットSP!』最終回。シリーズが完全に終了した。
9月、2回目となる『24時間かすみレディオ・さよならエンタ!371』が行われた。今回は24時間放送だが、移動時間などには録画放送が行われている。また、0時から5時まで行われた「オールナイトかすみ」は、公開収録かつニコニコ生放送で中継されたが、エンタ!371及び959では録画放送に差し替えられた（後日の放送では、カラオケ部分の音声がカットされている）。
10月、べっぴんDMMで連載が始まる。
11月5日、地上波（千葉テレビ）初冠番組『かすみTVDX』放送開始。2015年1月28日に終了。
2014年
12月よりアタッカーズ以外のメーカーへも出演。専属を自ら申し出て辞め、引退までの残りの半年を企画単体としてCA (アダルトビデオ)グループ内でいろいろ回る。企画単体になったのでロータス東京から移籍する。
10周年で引退を決めていたが、専属を離れて初めての大人数の撮影となった全発射本物精子 ぶっかけ・精飲・アナル・2穴・中出し最高級性奴隷育成監獄（12月25日、ダスッ!）で共演した湊莉久と上原亜衣の頑張りを見て、引退作の打ち合わせ中に撤回、あと1年間AV女優としてやりきると決める。麻美ゆまによると「辞めるのやーめた。」と言ったので「やめるやめる詐欺。」と呼ばれている。
2015年
2月9日、事務所のスタッフに言われinstagramを始める。
4月7日、10周年を迎える。「かすみ果穂10周年記念！主要作品全162作品を紹介！」ができる。
デビュー10周年を記念して初の野外撮影会とサンセットクルーズオフ会が行われた。iphoneケースとステッカーが発売される。
9月、AV OPEN'15に7作品がノミネートされる。
公式広報twitter始まる。
デビュー10周年メモリアル写真集発売。
24日、埼玉県のゼスト大宮宮原店でイベントの為にマスカットナイトの初代乱入の撮影に参加できなかった。
12月、熟女・人妻総選挙にセレブの友として「願望叶う不思議な性感エレベーター」で参加。ファン投票部門で2位になる。
初めて女子限定ファンミーティングを開催するが、会場を出た直後にAV監督の真咲南朋らに連れ去られて24時間以上の撮影になった。（ファイナル・キャノンボール）
初のプロデュースグッズ、かすみ果穂オリジナル・アロマキャンドル発売する。
12月30日、トレンド書店葛の葉店で桜木凛とゲリラガチバイトをする。
2016年
2月25日のブログの動画にて4月発売のアイデアポケットの作品（引退！そして解禁！FINALアナルFUCKデビュー11周年！スペシャルゲスト達も参戦！！ごっくんあり！ぶっかけあり！アナルSEXあり！4月19日発売)が引退作で、4月末をもって引退することを発表する。本当はメーカーとの契約で引退作の情報解禁日の3月19日に発表する予定だったが、その前の作品の情報解禁で噂になった為、早められた。「ファンには1ヶ月しか時間を与えられないで、ごめんなさい。」「AV女優としてやりたいことはやったが撮影がなくなって寂しい。」「かすみ果穂はAV女優としてデビューしたのでAVを辞めるなら、かすみ果穂を辞める。かすみ果穂の名前を使って他の仕事を続ける事はできない。不器用なので2つの事はできない。決めないと前に進めない女なので。」と語っている。
3月、大阪･神戸で初の合同オフ会「かすみ果穂・桜木凛ポートレート&オフ会」が行われる。桜木凛のtwitterの壁紙はこの時の写真だった。前日に二人で最後のDVDイベントが行われた。
18日、春原未来と真咲南朋でトークイベントを開催。ダスッ!のプロデューサーのコジマ、TOHJIRO、AV男優の左曲、カンパニー松尾が駆けつける。
4月7日、11周年を迎える。
　4月8日、みっひーランドの3人で企画した初ライブ「かすみひろなな1夜限りの結成ライブ」が行われる。
　9日、公開収録かすみ果穂卒業式でみっひーランドを卒業。高橋ディレクターからは「つくばテレビ専属女優｣の称号を贈られる。
10日、ラストかすみレディオ（秋葉原UDX Theaterで公開収録。）で桜木凛、初音みのり、瑠川リナ、小島みなみ、白石茉莉奈、阿部乃みく、湊莉久、範田紗々、麻美ゆまらに見送られ、かすみレディオとつくばテレビを卒業。「最高のオナニーだった。」と締めくくった。最後のバラエティ。
21日、マスカットナイトで「かすみ果穂が引退だとよSP」が放送。最後のテレビ出演。
24日、秋葉原で最後のDVDイベントが行われた。
29日、「かすみ果穂を贈る会」～KASUMI Final～イベントをもって引退。2次会には加瀬あゆむ、本田岬、希志あいのなど元を含む女優や、業界関係者、姉など親族も駆けつけた。

## 作品

### アダルトビデオ
以下、年代順に専属別に表記。ただし、「以前の専属メーカー」から、後日総集編が発売された場合は、年代を優先する。

#### SODクリエイト時（2005年～2008年）
SODクリエイト作品についてはメーカー表記を省略。
2005年
- かすみ果穂 Debut 〜デビュー〜（4月7日）
- 妹は女子高生（5月4日）
- 新米ナースはフェラチオがお好き（6月4日）
- かすみ果穂をプロデュースしてみませんか!?（7月21日）
- かすみ果穂祭りinちょっとHな大宴会SP（8月)
- 痴漢地獄（9月22日）
- かすみ果穂の超高級ソープ嬢（10月6日）
- 超高級ソープ嬢 秘技伝授 レズ・ソープ3（11月4日、オーティス）
- 極上!快楽バスガイド 〜私に乗って出発チ○コー〜（11月17日、ディープス）
- 七瀬恋 凌辱ご奉仕ナース（12月4日、イフリート）かすみ果穂名義以外での唯一の出演。

2006年
- かすみ果穂の中出し天国〜ルームサービス編（2月4日）
- 催眠 Psychedelic Fuck（3月4日）
- 「超」ヤリまくり!イキまくり!24時間 かすみ果穂完全ゲリラSPECIAL!!（4月6日）
- ヌルヌルローション発情SEX（5月4日）
- 新任教師 涙の生中出し輪姦レイプ（6月8日）
- 10COSPLAY+大乱交FUCK（7月6日）
- 「超」ヤリまくり!イキまくり!（8月4日）
- 失禁するほど 。 完全失禁アクメ（9月7日）
- かすみ果穂のオナニーのお手伝いしてあげる（10月5日）
- かすみ果穂のびっくり!ドッキリ!保育園!?（11月4日）
- 陵辱 中出し病棟（12月7日）

2007年
- 性感エステ×フルコース（1月18日）
- かすみ果穂 媚薬×エロイ女の欲情SEX（2月22日）
- 超勃起アングル×超潮吹き本番 かすみ果穂（3月22日）
- 激!!極太3P×完全8挿入（4月19日、SODクリエイト）
- かすみ果穂 僕、専用。X 【KAHO】（5月17日）
- 120%H（ハート）イチャイチャ同棲日記「中に出してもイイョ（ハート）」（6月21日）
- 調教完了。中出し陵辱病棟[牝奴隷ナース誕生編]（7月19日）
- かすみ果穂 コスプレイプ（7月19日）
- Wキャスト ご奉仕天国 かすみ果穂 長澤つぐみ（8月4日）
- Wキャスト 激イキ地獄 かすみ果穂 長澤つぐみ（8月4日）
- 完全ノーカット10SEX かすみ果穂（9月20日）
- かすみ果穂 潮吹きファック×生パンスト失禁1000ml（10月18日）
- かほちゃんの恋人 小さくなっちゃった僕と大きい彼女（11月22日）
- チンチンが3cm大きくなるDVD 気持ちいいオナニーで大きくなれる（秘）トレーニング指南（12月1日）※AVグランプリ2008 グランプリステージ エントリー作品
- かすみ果穂 東京露出セックス（12月20日）

2008年
- かすみ果穂卒業 中出し/輪姦/ぶっかけ/21発射 （1月17日）

#### アイエナジー時代1（2008年）
アイエナジー作品についてはメーカー表記を省略。
2008年
- 女子校生 中出し20連発 かすみ果穂 （3月6日）
- 公開連続アクメ実験ショー 第三幕 かすみ果穂 （4月4日）
- 麻薬捜査官 ヤク漬け膣痙攣 かすみ果穂 （5月8日）

#### MAXING時代（2008年～2009年）
MAXING作品についてはメーカー表記を省略。
2008年
- 果穂と最っ高のデートをしよう! （6月16日）
- 犯られまくる淫乱ドM女教師 かすみ果穂 （7月16日）監督：沢庵
- パイパンDebut ! 果穂がツルツルマ●コでスゲーSEX魅せちゃいます! かすみ果穂 （8月16日）
- かすみ果穂 オヤジ♥Love Song （9月16日）
- 揺れる電車の女 乱れるダイヤ、逃げる女尻 （10月16日、ケイ・エム・プロデュース）
- 絶対痴女 果穂は呆れたチ●ポ狂 かすみ果穂 （10月16日）
- かすみ果穂 スペシャル （11月06日、アイエナジー）
- イイ女の限界ベロちゅうトランスFUCK かすみ果穂 （11月16日）
- 俺の嫁。 かすみ果穂 果穂は好きモノ堕・若奥様 （12月16日）

2009年
- OFF REC かすみ果穂 密着36時間 そうだ!ド変態の果穂ちゃんをブッ壊そう（1月16日）
- めまいするような極エロBODY かすみ果穂（2月16日）
- 性熱大陸 かすみ果穂 かすみ果穂とはいったい何者なのか?（3月16日）
- 果穂の美尻に騎られてみたい。かすみ果穂（4月16日）
- 風俗ちゃんねる13 かすみ果穂（5月16日）
- 長澤つぐみ かすみ果穂 2枚組8時間 COMPLETE BEST〜SOD PREMIUM COLLECTION〜（6月4日、SODクリエイト）
- かすみ果穂コレクション シーズン1（6月16日）
- 犯られまくる淫乱ドM女教師 かすみ果穂 Hi-Vision特別編（7月16日）
- かすみ果穂コレクション シーズン2（9月16日）

#### アイエナジー時代2（2009年）
アイエナジー作品についてはメーカー表記を省略。
2009年
- 女教師 中出し20連発 かすみ果穂（6月4日）
- 男女の身体が入れ替わる赤い糸 3 かすみ果穂（7月9日）
- 団地妻の憂い 第十四章 かすみ果穂（8月6日）

#### アイデアポケット時代（2009年～2011年）
アイデアポケット作品についてはメーカー表記を省略。
2009年
- DIGITAL CHANNEL かすみ果穂（10月1日）
- かすみ果穂の濃厚な接吻とSEX（11月1日）
- 果穂先生の誘惑授業（12月1日）

2010年
- 僕と果穂の甘～い性活（1月1日）
- 未亡人 アナタごめんなさい…（2月1日）
- ゴージャスオナニーサポート（3月1日）
- カテキョ カワイイ顔してとってもスケベな家庭教師（4月1日）
- 果穂とヴァーチャルデート 今日だけはアナタの彼女にシテネ!（5月1日）
- 空中レロレロ 超S級単体女優のエアキッス2（5月19日、ROOKIE）
- HyperIdeaPocket 究極の尻フェチマニアックス（6月1日）
- 素人参加型!童貞くん、いらっしゃ～い!（7月1日）
- コスプレ6本番×オールごっくん （8月1日）
- IP PLATINUM GIRLS COLLECTION 2010（8月1日）
- 果穂は僕のいいなりM奴隷（9月1日）
- 果穂がいっぱい（10月1日）
- かすみ果穂 DUAL BOX 8時間 マキシング（10月16日）
- 私を女として見てください 熟れる人妻の肉壷慕情（11月1日）
- 日常にあるSEX かすみ果穂（12月1日）

2011年
- 汗だくSEX（1月1日）
- 瞬殺!一撃バズーカ顔射（2月1日）
- 果穂ちゃんは太っといのがお好き（3月1日）
- 女教師痴漢電車（4月1日）

#### アイデアポケット・アタッカーズ時代（2011年～2014年）
アイデアポケット作品についてはメーカー表記を省略。
2011年
- 夫の目の前で犯されて- ターゲットII（5月7日、アタッカーズ）
- かすみレディオ（6月1日）
- フェラだけでイカせてあげる かすみ果穂のフェラチオ360分Special!!（6月1日）
- 世界最高級ソープへようこそ（7月1日）
- 大乱交（8月1日）
- かすみ果穂×カンパニー松尾（9月1日）
- 初音かすみ3Ｄ（10月1日）
- IP PLATINUM GIRLS COLLECTION 2011（10月1日）
- いきなりSEX えっ？今ここでですか？（11月1日）
- 果穂がイクまで腰振るのをやめない！（12月1日）
- かすみ果穂 4時間 SOD Premium Collection（12月8日、SODクリエイト）

2012年
- 私、1週間に二人も知らない人にレイプされました…（1月1日）
- 秘密女捜査官～淫欲に囚われし孤高のエージェント～（2月1日）監督：沢庵
- 果穂は寝て待て!(ベスト)（3月1日）
- かすみ果穂の早漏改善（4月1日）
- ハメカミエロエロデートプラン（5月1日）
- あなた、許して…。抱かれるための訪問（6月7日、アタッカーズ）
- 果穂としっぽり温泉ハメ旅行（7月1日）
- 服従の凌辱指導 女教師、恥辱の日々…。（8月7日、アタッカーズ）
- 性接待 凌辱倶楽部（9月1日）監督：沢庵
- かすみ果穂、問答無用の絶頂しまくり39本番10時間（10月16日、MAXING）
- ほろ酔いSEX（10月19日）
- うちの妻を犯してください（11月19日）監督：沢庵
- IP PLATINUM GIRLS COLLECTION 2012（11月19日）
- 犯された美人過ぎる女教師（12月19日）

2013年
- 野外SEXしようよ！ かすみ果穂(1月19日）
- 蟻地獄 かすみ果穂 児島奈央(2月7日、アタッカーズ）
- 感汁女 解放された性欲 かすみ果穂（3月19日）
- 誘拐 哀しき美人妻の献身 かすみ果穂（4月7日、アタッカーズ）
- かすみ果穂 100SEX 24時間（4月19日）
- 見つめ合って感じ合う情熱SEX かすみ果穂（5月1日）
- あなたに愛されたくて。 かすみ果穂（6月7日）
- デリバリーSEX アナタの自宅にかすみ果穂をお届けします（7月19日）
- THE BEST OF かすみ果穂（8月7日、アタッカーズ）
- パイズリ天国 ぷるるんオッパイ挟射 かすみ果穂（8月19日）
- 痴漢図書館 こんな所で…なのに、なのに私ったら…! かすみ果穂（9月7日）
- お股ヌレヌレエステティシャン 触れ合う肉厚に高まる性欲!すぐに濡れ滾る美人エステティシャンの淫乱な性癖! かすみ果穂（10月19日）
- 断り切れずにヤラせちゃう女 私押しに弱いんです かすみ果穂（11月19日）
- 恋する妻達 かすみ果穂 竹内紗理奈（12月7日、アタッカーズ）

2014年
- かすみ果穂のガチマジ素人逆ナンパ!!（1月19日）
- かすみ果穂 PREMIUM SWEET BOX 8時間（2月19日）
- ひとつ屋根の下でファンと24時間お泊りSEX かすみ果穂（3月19日）
- ふり向けば、私ひとり かすみ果穂（4月7日、アタッカーズ）
- 夫には言えない羞恥の性癖（5月7日、アタッカーズ）
- 鬼イカセ鬼潮噴き かすみ果穂（6月19日）
- 私は、あなたに犯されて…。（7月7日、アタッカーズ）
- 自宅占拠 犯された美人姉妹（8月19日）
- 哀しみの亜熱帯奴隷（9月7日、アタッカーズ）
- 配給先を失った映画監督の妻 (10月7日、アタッカーズ)
- 脱獄者 (11月7日、アタッカーズ)
- 貞操帯の女18 (12月7日、アタッカーズ)

2015年
- 美人妻変態調教 開発されてしまった私のカラダ（1月7日、アタッカーズ）
- Yapoo Auction 美畜逸品奴隷（2月7日、アタッカーズ）
- 女教師 再会は不貞に濡れて…。（3月7日、アタッカーズ）

#### その他メーカー（2014年～）
※アタッカーズ以外をこちらにまとめる
2014年
- 淫語で誘う寸止め焦らし痴女 ～僕を生殺しにして愉しむ隣の奥さん～（12月1日、Fitch）
- かすみ果穂の凄テクを我慢できれば生★中出しSEX!（12月7日、ワンズファクトリー）
- 夫よりも義父を愛して…。（12月7日、マドンナ）
- プレミアム スタイリッシュソープ ゴールド（12月7日、プレミアム）
- 女教師監禁レ×プ 自宅を占拠され生徒にイカされ続けた若妻の3日間（12月13日、溜池ゴロー）
- 全発射本物精子 ぶっかけ・精飲・アナル・2穴・中出し最高級性奴隷育成監獄（12月25日、ダスッ!）

2015年
- 10発中出しするまで勃起させちゃうお姉様SEXテクニック（1月1日、ワンズファクトリー)
- 中出しお義姉さんの誘惑（1月7日、プレミアム）
- 原作:御手洗佑樹×超S級女優の最強コラボ実写化!!いかにして母は女を解放したか（1月7日、マドンナ）
- 町内会でストリップを踊らされた妻（1月13日、溜池ゴロー）
- 早漏改善プロジェクト（1月13日、ムーディーズ）
- Viva la Body Stocking★淫猥ボディストッキング 5時間（1月16日、スターゲート）
- 狂おしいほど受精したがる果穂と朝から晩までえげつない生中出しSEX（2月1日、Fitch）
- 騎乗位お姉さんの暴発確定中出しSEX（2月1日、ワンズファクトリー）
- 奪われた兄嫁〜義弟への同情から生まれた姦係〜（2月7日、マドンナ）
- かすみ果穂とイチャイチャ中出し同棲生活。（2月7日、プレミアム）
- 熱帯夜（2月13日、溜池ゴロー）
- 最高級性奴隷育成監獄 未公開調教記録（2月25日、ダスッ!）
- ランジェリーナ（3月1日、ワンズファクトリー）
- 犯された美人妻 〜夫の目の前で徹底凌辱〜（3月7日、プレミアム）
- 義母奴隷（3月13日、溜池ゴロー）
- 高飛車女上司 言いなりオフィス（3月25日、マドンナ）
- 淫乱団地妻 他人棒でトロトロになった妻からの淫乱ビデオレター（4月19日、乱丸）
- 人妻の卑猥な接吻と性交〜義姉を虜にする義弟の執拗な口姦〜（4月25日、マドンナ）
- 食い込みパンチラは我慢できない（5月1日、ワンズファクトリー）
- 全身性感帯の人妻エステティシャンと膣内射精遊戯 果穂（5月1日、Fitch）
- 女性限定シェアハウスレズビアン〜逃れられない、積年の片思い〜（5月7日、ビビアン）
- 誘惑OLの着衣セックス（5月7日、プレミアム）
- 町内で噂の膣中イキ奥様 ご近所中出し愛好会（5月13日、E-BODY）
- 男根の誘い（5月13日、溜池ゴロー）
- 出会って速攻、女優の方から襲いかかる生中出しSEX（6月25日、ダスッ!）監督：真咲南朋
- 新妻とその大家族がエロすぎたからおもくそ子作り（9月1日、ZUKKON/BAKKON）
- W誘惑お姉さん 桜木凛、かすみ果穂（9月1日、美）
- 限定
- 世界一発射の勢いが凄すぎる男の孕ませドッカーンSEX かすみ果穂 西條るり 水野朝陽（9月1日、ROOKIE）
- プレミアム スタイリッシュソープ ゴールド ハーレム三輪車＆Wチェアスペシャル（9月1日、PREMIUM）
- 華やかな狂宴（9月1日、アタッカーズ）
- ザーメンターミネーター（9月1日、ダスッ!）
- 妻からの寝取られ実況ビデオレター かすみ果穂（9/13、MOODYZ）監督：沢庵
- 旅先でなら人目を気にせず接吻できる…。 かすみ果穂(2015/10/02、ドリームチケット）
- ...because Egoist（2015/10/08	、SILK LABO）一徹×かすみ果穂、月野帯人×愛原さえ、北野翔太、監督:KINO
- 性交覚醒(11月6日、h.m.p）10周年記念作品。
- 人間廃業×ダルマ女 かすみ果穂（11月13日、アリスJAPAN
- ドリシャッ！！ かすみ果穂（12月4日、ワープエンタテインメント）

- 願望叶う不思議な性感エレベーターvol02 かすみ果穂(12月8日、セレブの友）
- ジュ●ンスーパーボ●イコンテストファイナリスト Sexy Men’S Model YUTA Debut YUTA かすみ果穂（12/19、ROOKIE）
- 恥ずかしいカラダ 永久ドスケベアイドル かすみ果穂（12月26日、HMJM）

2016年
- スキャンダル ナンパお持ち帰りされた希崎ジェシカ 盗撮映像そのままAV発売！（アイデアポケット)
- MOODYZ15周年記念作品【限定共演】クリムゾンドリーム（1月1日、MOODYZ）
- 秘書in...（脅迫スイートルーム） かすみ果穂（1月8日、ドリームチケット）
- 解禁 TOHJIRO ガチンコで頭がぶっ飛ぶくらいイキたい。 かすみ果穂（1月19日、ドグマ)
- アイアンクリムゾン8 （1月25日、ダスッ！）

- 解禁SM緊縛奴隷 かすみ果穂（2月19日、ドグマ)
- 独占解禁！黒人デカマラ肉弾FUCK かすみ果穂（3月1日、Fitch)
- レズ・オーガズム４ かすみ果穂 春原未来（3月4日、h.m.p)監督：真咲南朋。
- 熟シャッ！！ 熟女を溺愛するカタチ かすみ果穂（3月4日、ワープエンタテインメント）

- Mドラッグ 女体肉便器・連続イラマチオ・生中出し かすみ果穂（3月19日、ドグマ)
- 監獄戦艦 ANOTHER STORY ～非道の寝取られ洗脳改造～ かすみ果穂（3月25日、ZIZ）
- かすみ果穂 ファイナルキャノンボール（3月25日、ダスッ!）
- AV引退カウントダウン 遂に初解禁！！真正中出し解禁 かすみ果穂（3月25日、本中)
- 世界弾丸ハメドラー ピリオド、そして春 かすみ果穂（3月26日、HMJM）
- 近親［無言］相姦 隣にお父さんがいるのよ… かすみ果穂（4月7日、VENUS）
- 引退！そして解禁！FINALアナルFUCKデビュー11周年！スペシャルゲスト達も参戦！！ごっくんあり！ぶっかけあり！アナルSEXあり！（４月19日、アイデアポケット）
- かすみ果穂引退記念7時間BOX(6月14日、セレブの友）

### イメージビデオ
- メコスジ（2005年2月24日、イーネット・フロンティア）「かすみ」名義。初剃毛。
- PURE MIND（2005年4月20日、アリウス）
- DVD かすみ果穂のやわ肌英語塾（2005年12月16日、ビデオメーカー）
- かすみTV（2006年9月22日、イーネット・フロンティア）
- MISTY（2006年11月24日、イーネット・フロンティア）
- オールスター野球拳 [Blu-ray](2006年12月14日、グラッツコーポレーション)
- LUCK（2010年3月29日、オルスタックピクチャーズ）
- 妻美喰い（2010年5月28日、オルスタックピクチャーズ)
- DE LUCK（2011年4月28日、オルスタックピクチャーズ)
- 湯けむりおっぱい（2011年7月29日、オルスタックピクチャーズ）
- DE LUCH（2012年4月27日、オルスタックピクチャーズ）
- 密着（2012年11月28日、オルスタックピクチャーズ）
- Real X（2013年2月28日、彩文館出版)
- DE LUST 熱帯美人/かすみ果穂（2013年8月27日、オルスタックピクチャーズ）
- DE LUST 熱帯美人/初音みのり（2013年8月27日、オルスタックピクチャーズ）
- DE LUST 熱帯美人/ 桜木凛（2013年8月27日、オルスタックピクチャーズ）
- かほ散歩【京都編・凛ちゃんと一緒】（2013年11月28日、オルスタックピクチャーズ）
- エロキュート/かすみ果穂（2014年4月28日、オルスタックピクチャーズ）
- 湯けむりの女たち 其の弐（2014年5月29日、オルスタックピクチャーズ）
- ときめきパラダイス【かすみTVスペシャル 其の4】（2014年5月29日、オルスタックピクチャーズ）
- 湯けむりおっぱい（2015年、オルスタックピクチャーズ）
- かすみ果穂はオレのカノジョ。（2016年1月25日、GARDEN）
- Eternal/かすみ果穂（2016年8月27日、オルスタックピクチャーズ）

### 音楽配信
- 「Happy Days（Happy Hardcore Mix）」（2008年、Sexy Records） 「アイドル・ソング・クロニクル」（2012年、ミュージック・マガジン）掲載曲
- ナイチンゲール（恵比寿マスカッツとして希志あいのとデュエット）

### トレーディングカード
| タイトル                                      | 発売日         | 発売元 | 備考                                 |
| --------------------------------------------- | -------------- | ------ | ------------------------------------ |
| AVC ジューシーハニー Vol.2                    | 2005年12月17日 | ミント | あいだゆあ、西野翔、息吹りさとセット |
| AVC ジューシーハニー Vol.16                   | 2011年06月25日 | ミント | 春菜はな、沖田杏梨とセット           |
| AVC ジューシーハニー ランジェリースペシャル２ | 2013年12月22日 | ミント | 希志あいの、希島あいりとセット       |

## 書籍

### 写真集
- かすみ（2005年3月29日、風林館、撮影：朝倉達也）ISBN 978-4861238017
- nu beau―SPECIAL NUDE COLLECTION かすみ果穂/むらさき真珠〈TOEN MOOK NO.79〉（2006年12月、桃園書房）
- ちんかめ4（2009年10月19日、宝島社）ISBN 978-4796674492
- IP PLATINUM GIRLS COLLECTION 2010写真集（2010年10月31日、アイデアポケット）
- お2人旅 かすみひろ果穂写真集（2010年12月16日、講談社）ISBN 978-4-06-216732-1
- 甘い果実 かすみ果穂写真集 かすみの仕掛けた甘い罠に…（2012年12月25日、彩文館出版）ISBN 978-4-7756-0528-8
- かすみ果穂〜追憶のMisty〜(2015年9月29日)デビュー10周年メモリアル写真集

### 関連書籍
- 黒羽幸宏『裸心─なぜ彼女たちはAV女優という生き方を選んだのか？』（2011年5月23日、集英社）※ロングインタビュー集 ISBN 978-4-08-780610-6
- ブログ（全7巻)やインスタグラム（全2巻)。（2016年3月17日、My books.jp)

### 連載
- メガベッピン（2011年6月号-2013年10月号、毎月8日発売、ジーオーティー） コラム「LOVEっと果穂づくし」。基本DVD連動。
- べっぴんDMM(2013年11月号ー2014年4月号(no68)、毎月1回8日発売、ジーオーティー） コラム「かすみ果穂のちょっとそこまで一緒にぶらりイッちゃお」。基本DVD連動。ベテラン女優と新人女優のおもしろ街さんぽコラム。

### 漫画
- かすみの果実～グラビアからのAV転身（緒方京子作）

## 出演
『かすみレディオ』、『みっひーランド』についてはリンク先を参照。

### 過去のレギュラー
- Neo Happy系教育テレビ（2006年、テレビ大阪）
- 夜美女（2006年 - 2007年、サンテレビ）
- DIVA（2007年、テレビ大阪）
- 淀川★キャデラック（2007年、テレビ大阪）
- エロ生☆パラダイス（2008年4月 - 2009年3月、GyaOジョッキー）
- デラ☆エロパラ（2009年4月 - 8月、GyaOジョッキー）
- おねだり!!マスカット （2009年10月5日 - 2010年3月29日、テレビ東京）
- ちょいとマスカット! （2010年4月7日 - 2010年9月29日、テレビ東京）
- 品川近視クリニックpresentsプレラジ（2010年4月 - 12月、ラジオ日本）
- CRUISIN’GROOVE（2010年7月、ZIP-FM）
- おねだり!!マスカットDX!（2010年10月6日 - 2011年9月28日、テレビ東京）
- 裏マスカッツ（2010年12月 - 2011年5月、DMM.com）
- 品川近視クリニックpresentsかすみ果穂ナイト（2011年1月 - 3月、ラジオ日本）
- かすみ果穂の色恋大騒ぎ（2011年2月 - 9月 、HOST-TV）
- スパローズのギリギリセーフ!?（2011年7月14日 - 2012年11月15日 、ニコジョッキー/ニコニコ生放送）
- スパローズのギリギリアウツ!?（2013年2月14日 - 2014/6/26、ニコジョッキー/ニコニコ生放送）※月1回木曜日22:00 - 22:55。レギュラーだと思っていない。AVに専念するため辞める。
- かすみTVDX（2013年11月5日 - 2014年1月28日、千葉テレビ）

### TVバラエティ
- 給与明細（2005年、テレビ東京）
- ゴッドタン（2005年12月23日、2007年9月5日、2013年4月1日、テレビ東京）  - キス我慢。劇団ひとり、みひろ、成松慶彦。小木のマジギライ5分の一。(恵比寿マスカッツ）
- Neo Happy系教育テレビ（2006年、テレビ大阪）
- 夜美女（2006年 - 2007年、サンテレビ） - 「官能吐息」コーナー担当
- DIVA（2007年、テレビ大阪）
- 淀川★キャデラック（2007年、テレビ大阪）
- 『ぷっ』すま（2007年、テレビ朝日） - 芸能界ビビリ王決定戦。セクシーカウガールでユースケ・サンタマリアにツンデレ。
- ドM時デスョ!（2007年、サンテレビ）
- 志村&鶴瓶のあぶない交遊録（2008年1月2日、テレビ朝日） - 英語禁止ボウリング。鼠とチーズの水着で矢部浩之にキスとアドレスをプレゼント。
- 今夜もハッスル（2008年8月、10月、サンテレビ）
- 音楽ば〜か（2009年3月28日、2010年7月24日、テレビ東京） - 「美女木ジャンクション」デビュー記念ライブに結城リナの親友、2回目は恵比寿マスカッツとして出演。憧れの阿部サダヲと握手。
- おとなのびっくりクリニック（2009年9月、日本海テレビ） - マンスリーゲスト出演
- おねだり!!マスカット （2009年10月5日 - 2010年3月29日、テレビ東京） - 27回から、3期生として参加。キャッチフレーズは、小さな体で大きなガッツ
- ビ〜チ9（2010年2月、2011年1月、テレビ埼玉） - 1回目は桜ここみと、2回目は里美ゆりあと共にマンスリーゲスト出演。
- キャンパスナイトフジ（2010年2月19日、3月12日、フジテレビ） - 恵比寿マスカッツとして出演
- ちょいとマスカット! （2010年4月7日-2010年9月29日、テレビ東京）
- 深夜の癒し系バラエティ そこツボ（2010年、千葉、東京MXテレビ）-「チャットゴングマックス」コーナー（3、4、7、8、12、13回）
- 姫姫旅行 〜Princess×Princess to Lip〜（2010年7月、福島中央テレビ） - みひろとバルセロナ2人旅
- 夜は美女バナ（2010年、サンテレビ）- 「ミッションO」コーナー（4、6、7月）
- おねだり!!マスカットDX!（2010年10月6日 - 2011年9月28日、テレビ東京）
- めちゃ×2イケてるッ!（2011年9月17日、フジテレビ）アイドル運動会
- おねだり!!マスカットSP!（2011年10月5日 - 2013年3月30日、テレビ東京） - キャッチフレーズは、ミスしこ踏んじゃった。
- 音流〜On Ryu〜（2012年3月23日、テレビ東京）
- パチンコ女学園水曜深夜はＰＳパチとも！いいじゃんか！第11回、12回（2013年7月11・18日、テレビ東京）希志あいの
- かすみTVDX（2013年11月5日 - 2014年1月28日、千葉テレビ） 毎週火曜日2:00 - 2:30。地上波初冠番組。
- テリー伊藤の今夜も傾奇流！(BSフジ)
- マスカットナイト（2016年4月13日、20日、テレビ東京） -第27回新メンバー加入と第28回かすみ果穂が引退だとよSP。

### TVドラマ
- 孤独の賭け〜愛しき人よ〜（2007年、TBS） - 石田太郎を陥れる女性役
- キューティーハニー THE LIVE（2007年、テレビ東京）

### ラジオ
- 木曜JUNK2 カンニング竹山 生はダメラジオ2006年8月24日、TBSラジオ）-加藤めぐみ。
- WANTED!火曜日バナナマン（2006年10月、TOKYO FM）
- カツシカナイト（2007年12月24日、かつしかFM）  - 櫻井ゆうこ、長澤つぐみ
- とろサーモン・SODの桃色製作所 （2009年7月10日、ラジオ大阪） - 櫻井ゆうこ
- PLATOn （2009年10月20日、2010年7月8日、J-WAVE） - 1回目は有吉弘行と。2回目は希志あいの、希崎ジェシカ、桜木凛と共にゲスト出演。
- パコパコ☆イカnight（2010年1月、文化放送） - ゲスト出演
- 品川近視クリニックpresentsプレラジ（2010年4月 - 12月、ラジオ日本）
- 品川近視クリニックpresentsかすみ果穂ナイト（2011年1月 - 3月、ラジオ日本）
- CRUISIN’GROOVE（2010年7月、ZIP-FM）
- かながわIQのGALACTICA GOLDENBALL （2011年5月20日、エフエム富士） - 麻美ゆま
- 木曜JUNK おぎやはぎのメガネびいき（2011年8月25日、TBSラジオ）- 希志あいの
- 恵比寿マスカッツのRADIOもおねだり!!マスカット（2012年5月2日、6月27日、InterFM）- 希志あいの他
- 水曜JUNK 山里亮太の不毛な議論（2012年7月4日、2013年、TBSラジオ）- 瑠川リナ、永作あいり
- 栗山夢衣の初体験ラジオ「ちょ～ふあんです。」（2014年5月25日、調布FM）-安藤あいか
  - (2015年7月26日)-希志あいの
  - (2016年3月27日)
- SCHOOL OF LOCK!（2014年6月11日、TOKYO FM)男と女の掲示板ホケンシツ。

### CS放送
- ヴィーナス・フューチャー（エンタ!371）
  - ＃30（2006年3月）
  - ＃100-102（2012年1月）
  - ＃104（2012年5月）
- みっひーランド（2007年8月 - 2016年4月、エンタ!371）※月1回放送。
- かすみレディオ（2007年8月 - 2012年5月 、エンタ!371）- 特番。キャッチフレーズは、庶民派四畳半アイドルDJかすみ。
  - かすみレディオオフ会 第1回、2回（2011年4月、2012年3月、エンタ!371）
  - かすみレディオ番外編 イン グアム（2012年1月、エンタ!371）
- レギュラー版かすみレディオ（2012年6月 - 2016年4月 、エンタ!371、エンタ!959）※月1回放送。キャッチフレーズは、かすみん[要出典]
  - 24時間かすみレディオ期待に応えなきゃアイドルじゃない（2012年8月11日-2012年8月12日 、エンタ!371）※27時間生放送
  - 24時間かすみレディオの裏側（2012年9月 、エンタ!371）
  - 24時間かすみレディオ2013感謝（2013年9月28日・29日 、エンタ!959）
  - ラストかすみレディオ （2016年4月、エンタ!959）
- あいの恋文#11（2009年11月、エンタ!371）
- あいのエチュード#5-6（2011年5月、6月、エンタ!371）
  - #18-21（2012年6月 - 9月）21は生かほのエチュード
  - #41･42・43（2014年5月 - 7月、エンタ!959）
- セクシー女優総選挙（エンタ!371、エンタ!959）
  - 第1回（2011年11月）
  - 第2回（2012年4月）
  - 第3回（2012年9月）
  - 第4回（2013年2月 、エンタ!959）
- たびとも かすみ果穂×希志あいの（エンタ!371）
  - 2011年12月、グアム
  - 2012年2月、那須高原
- 女優おんせん かすみ果穂×山梨・河口湖温泉（2012年8月、エンタメ〜テレ☆シネドラバラエティ）
- イメ☆パラ（2012年11月、MONDO TV）
- みひろのウ・ラ・ド・リ（2013年05月、エンタ!959）
- GO!GO!こじまな号
  - #3、#4（2013年7月・8月、エンタ!959）
  - #21(2015)
- エンタ!959ライブ （エンタ!959）
  - 　#9（2013年9月）
  - 　#11（2013年11月）希志あいの。（たびともイベント）
- 凛とジェシカのファイト一発!
  - #4、#5（2013年10月、エンタ!959）
  - #24（2015年5月）台湾旅行
  - #27
- 裸美人（エンタ!959）
  - #22（2013年10月）
  - #23（2013年11月）
- かすみ果穂 密着96時間（2014年3月、エンタ!959）
- 月刊 かすみ果穂（2014年3月、エンタ!959）
- SPICE×BOYS #2（2015年2月、エンタ!959）
- 24時間希志あいの引退特別編成（2015年12月、エンタ!959）
  - かすみレディオ特別編～DJかすみとDJきっしーの7年間～
- 36時間かすみ果穂＆上原亜衣引退特別編成（2016年4月16日、エンタ!959）
  - かすみレディオ傑作レディオ1-3
  - ゲストかすみ果穂傑作選
  - かすみ果穂引退SPロングインタビュー
  - みっひーランドかすみ果穂卒業式
  - みっひーランドかすみ果穂卒業旅行完全版
  - AV業界座談会～果穂ちゃん・亜衣ちんお疲れ様～
  - かすみレディオ#47、ラストかすみレディオ、DJかすみ卒業式。

※その他「誘惑のマーメイド｣（MONDO TV）、｢桃のふくらみ｣（MONDO TV）など

#### その他バラエティビデオ
- 姫姫旅行 〜Princess×Princess to Lip〜 みひろ×かすみ果穂 バルセロナ編（2010年10月6日、ポニーキャニオン）
- 湯女紀行 熱川編 BRW108 かすみ果穂&美咲みゆ（2010年11月21日、東映）
- かほ散歩【京都編・凛ちゃんと一緒】（2013年11月28日、オルスタックソフト販売 ）
- ときめきパラダイス(かすみTVスペシャル 其の1)（2013/12/26、ビデオメーカー）タイ
- かすみTVDX vol.1(2014/12/26、オルスタックソフト販売)
- かすみTVDXvol.2(2014/12/26、オルスタックソフト販売)

### オリジナルビデオ
- 揺れる電車の中で 女子大生は診察台の上で…（2006年4月25日、ビーエムドットスリー）
- 美乳調教（秘）劇場 淫らお姉さまの愛汁（2006年5月2日、竹書房）
- Next Phase〜君からの贈り物〜（2006年5月31日 、ビーエムドットスリー）
- 女郎月（2009年4月7日、アタッカーズ）
- つや女房（2009年8月2日、AMGエンタテインメント、監督：竹洞哲也）
- 義妹純情 お兄ちゃんのためなら…（2010年5月21日、オンリー・ハーツ）
- 若妻家庭教師 追憶の性体験授業（2010年6月1日）
- 若妻家庭教師 ありふれた人妻の性体験告白（2010年7月2日、レジェンド・ピクチャーズ）
- 最凶バッドガールズ 流血全面抗争（2011年5月3日、シネマファスト）
- 「午後の奥様」性感オイルエステ（2012年2月10日、JVD）
- 日本犯罪史 飼育の罠 （2013年4月19日、オールインエンタテインメント、監督：末永賢）
- 揺れる電車の中で 豪華特集 6枚組（2014/07/04、グラッソ(GRASSOC)）
- 夜の語学教室（2015年3月4日、コンマビジョン）

### 映画
- 「たぶん」（いとこ白書 うずく淫乱熱）（2009年5月15日公開） 監督：竹洞哲也
- 「人妻探偵 尻軽セックス事件簿」（2009年7月31日公開） 監督：竹洞哲也
- 「夜のタイ語教室 いくまで、我慢して」（2009年10月16日公開） 監督：黒川幸則
- 「若義母 むしゃぶり喰う」（2009年11月13日公開） 監督：竹洞哲也
- 「痴漢電車 夢指で尻めぐり」（2010年1月1日公開） 監督：加藤義一。（2013/12/04発売、オデッサ・エンタテインメント）[10]
- 「性交エロ天使 たっぷりご奉仕」（2010年6月4日公開） 監督：竹洞哲也
- 「潮吹き花嫁の性白書」（2010年8月27日公開） 監督：竹洞哲也。（2013/12/04発売、オデッサ・エンタテインメント）
- 「痴漢電車 とろける夢タッチ」（2010年12月31日公開、監督：竹洞哲也） ※『人妻探偵〜』の続編
- 「白昼の人妻 犯られる巨乳」（2011年7月1日公開） 監督：竹洞哲也
- 「義父の求愛 やわ肌を這う舌」（2012年1月20日公開） 監督：竹洞哲也
- 「お色気女将 みだら開き」（2012年6月8日公開、オーピー映画） 監督：竹洞哲也
- 『痴女探偵 中出しレポート』（2013年1月4日公開） 監督:竹洞哲也
- 「誘惑遊女の貝遊び」（2015年） 監督:竹洞哲也
- 「誘惑遊女～ソラとシド～」（2015年、一般作品） 監督:竹洞哲也

### インターネット放送
- エロパラNight（2007年12月25日、GyaOジョッキー）
- エロ生☆パラダイス（2008年4月 - 2009年3月、GyaOジョッキー）
- デラ☆エロパラ（2009年4月 - 8月、GyaOジョッキー）
- かすみレディオ（2009年-2012、ニコニコ生放送）
- Yahooオフィシャルチャンネル（2009年10月9日） - セクシーダンスチーム「Miss.Booty」として
- 裏マスカッツ（2010年12月 - 2011年5月、DMM.com） -
- かすみ果穂の色恋大騒ぎ（2011年2月 - 9月 、HOST-TV）
- スパローズのギリギリセーフ!?（2011年7月14日 -2012年11月15日 、ニコジョッキー/ニコニコ生放送）※月1回木曜日22:00～22:55。キャッチフレーズは、モルモット、トイレの果穂様、生ける伝説、底の見えない名女優
- みひリナのヨンイチ（2011年8月、9月、mihirinatv/YouTube）WEB企画第四弾：みひリナ水泳大会。
  - WEB企画第五弾：もしかするともしかするかもしれないツアーズ
  - (2013年1月）WEB企画第十八弾：ヨンイチ長寿ツアー
- 金曜の8時恵比寿 みんなでマスカットーク!（2011年8月26日、9月30日、DMM.com）第3回、5回
- 音楽天（2011年10月3日、ニコニコ生放送）
- AV鑑賞アワー 笑ってええとも！（2012年6月8日、パコパコ動画/DMM.com）
- 爆笑ブラックカーペット（2012年8月19日、パコパコ動画/DMM.com）
- レギュラー版かすみレディオ（2012年8月、12月、ニコニコ生放送）
- みっひーランド（2013年1月23日、ニコニコ生放送）
- スパローズのギリギリアウツ!?（2013年2月14日-2014年06月26日、ニコジョッキー/ニコニコ生放送）※月1回木曜日22:00 - 22:55。キャッチフレーズは、体はえろいのにパイロットがコメディアン。AV業に専念するために辞める。
- 「みひろのウ・ラ・ド・リ」DVD発売イベント “オ・モ・テ・ナ・シ❤”（2013年5月26日、ニコニコ生放送）
- 小力の小部屋 第163回（2013年6月27日、マシェリバラエティ、ニコニコ生放送、スカパー!275ch） -
- SEXY☆STARS（2013年7月19日、10月11日、2014年1月、6月13日、2016年4月22日、DMMライブチャット）
- 24時間かすみレディオ2013かすみ果穂のオールナイトニッポン公開収録（2013年9月28 - 29日、ニコニコ生放送）
- さくらゆらの春まで待てない#14（2014年5月16日、ニコニコ生放送）
- Marks group×Lotus group PresentsオールスターAV女優ここに集結！エロ汁ブシャームラムラ祭り(2014年5月30日、ニコニコ生放送)
- マークス×ロータスイベント2(2014年11月28日、ニコ生）
- マークスグループ×ロータスグループ イベント会場より生中継!!(2015年6月12日、ニコ生）
- スパローズのギリギリアウツ!?#45-（2016年4月21日-、アメジョッキー/AbemaTV FRESH!）※無料再放送・配信。

### スマートフォン向けTV放送
- レギュラー版かすみレディオ（2012年6月 - 、NOTTV/NTTドコモ）

### ゲーム
- やわ肌英語塾 ちょっとだけよ〜（2005年12月9日、GBTピクチャーズ） - PSP
- かすみ果穂のやわ肌英語塾（DVDPG）（2005年12月9日、GBTピクチャーズ）

### パチンコ
- CRジューシーハニー（2014年12月、サンセイアールアンドディ）
- PジューシーハニーH（ハーレム）（2023年5月、サンセイアールアンドディ）

### 携帯サイト
- 関根・天野のビンビン王子の逆襲（2010年8月 - 、BeeTV） - 第9話「待つ女」（監督：ななめ45°の岡安章介）
- 恋愛携帯ドラマ「東京ラブホストーリー」（2010年8月 - 、ドワンゴ） - 第2章「おじさんと女」

### ランウェイ
- 東京ガールズコレクション（2005年）

### ライブ
- 「かすみひろなな1夜限りの結成ライブ」（2016年4月8日、恵比寿creato）

その他は恵比寿マスカッツを参照。